# Qetesh Corona
Qetesh Corona est une corona, formation géologique en forme de couronne, située sur la planète Vénus par -20,5° S et 343,5° E. Elle est localisée dans le quadrangle de Carson. Elle a été nommée en référence à Qetesh, déesse égyptienne de la fertilité. 

## Géographie et géologie
Qetesh Corona couvre une surface circulaire d'environ 80 km de diamètre. 